# Condado de Fond du Lac
El condado de Fond du Lac (en inglés: Fond du Lac County), fundado en 1848, es uno de 72 condados del estado estadounidense de Wisconsin. En el año 2000, el condado tenía una población de 97,296 habitantes y una densidad poblacional de 52 personas por km². La sede del condado es Fond du Lac.

## Geografía
Según la Oficina del Censo, el condado tiene un área total de 1,983 km², de la cual 1,872 km² es tierra y 111 km² (5.60%) es agua.

### Condados adyacentes
- Condado de Winnebago (norte)
- Condado de Calumet (noreste)
- Condado de Sheboygan (este)
- condado de Washington (sureste)
- Condado de Dodge suroeste)
- Condado de Green Lake (oeste)

## Demografía
En el censo de 2000, había 97,296 personas, 36,931 hogares y 2,769 familias residiendo en el condado. La densidad poblacional era de 52 personas por km². En el 2000 había 8,322 unidades habitacionales en una densidad de 3 por km². La demografía del condado era de 85.86% blancos, 1.18% afroamericanos, 11.30% amerindios, 0.17% asiáticos, 0.04% isleños del Pacífico, 0.23% de otras razas y 1.22% de dos o más razas. 1.08% de la población era de origen hispano o latino de cualquier raza.

## Localidades

### Ciudades y pueblos
- Alto (pueblo)
- Ashford (pueblo)
- Auburn (pueblo)
- Brandon (villa)
- Byron (pueblo)
- Calumet (pueblo)
- Campbellsport (villa)
- Eden (pueblo)
- Eden (villa)
- Eldorado (pueblo)
- Empire (pueblo)
- Fairwater (villa)
- Fond du Lac (pueblo)
- Fond du Lac (ciudad)
- Forest (pueblo)
- Friendship (pueblo)
- Kewaskum (partial) (villa)
- Lamartine (pueblo)
- Marshfield (pueblo)
- Metomen (pueblo)
- Mount Calvary (villa)
- North Fond du Lac (villa)
- Oakfield (pueblo)
- Oakfield (villa)
- Osceola (pueblo)
- Ripon (pueblo)
- Ripon (ciudad)
- Rosendale (pueblo)
- Rosendale (villa)
- Springvale (pueblo)
- St. Cloud (villa)
- Taycheedah (pueblo)
- Waupun (city)
- Waupun (pueblo)

### Áreas no incorporadas
- Calumetville
- Calvary
- Dundee
- Garnet
- Johnsburg
- Malone
- Marytown
- New Fane
- Peebles
- Pipe
- St. Joe
- Taycheedah
- Van Dyne